# Barbados en los Juegos Olímpicos de Barcelona 1992
Barbados estuvo representado en los Juegos Olímpicos de Barcelona 1992 por un total de 17 deportistas, 16 hombres y una mujer, que compitieron en 5 deportes.
El equipo olímpico barbadense no obtuvo ninguna medalla en estos Juegos.